# (39511) 1985 SH1
(39511) 1985 SH1 là một tiểu hành tinh vành đai chính. Nó được phát hiện bởi Henri Debehogne ở Đài thiên văn La Silla ở Chile ngày 18 tháng 9 năm 1985.